# Ai Iijima
Ai Iijima (jap. 飯島 愛 Iijima Ai, właśc. Matsue Ōkubo jap. 大久保松恵 Ōkubo Matsue; ur. 31 października 1972 w Kōtō, zm. 24 grudnia 2008 w Shibuya, Tokio) – była japońska wokalistka i aktorka AV grająca w filmach dla dorosłych.

## Życiorys
Iijima zdobyła popularność w latach 90. jako gwiazda porno. Zagrała w ponad 100 filmach. W 1993 roku rozpoczęła karierę muzyczną. Wycofała się z branży filmów pornograficznych w 1994 roku.
W 2000 roku, została opublikowana autobiograficzna powieść „Platonic Sex”, która stała się bestsellerem i na jej podstawie powstał film oraz serial telewizyjny. Ale stała się jeszcze bardziej znana, gdy z sukcesem przeniosła się z branży porno do branży telewizyjnej.
W 2006 r. Iijima powiedziała, że z jej zdrowiem nie jest najlepiej z powodu choroby nerek i innych problemów. W marcu 2007 roku ogłosiła swoją emeryturę, mówiąc: „Nie da się przetrwać (w przemyśle rozrywkowym), jeśli nie mogę osiągnąć mojego celu i marzyć, i nie mogę dalej próbować”. Jako główny powód jej emerytury wymieniła problemy zdrowotne.
24 grudnia 2008 r. Iijima została znaleziona martwa w swoim mieszkaniu w Tokio, nie żyła od około siedmiu dni. W lutym 2009 r. policja ogłosiła, że badanie patologiczne wykazało, że zmarła na zapalenie płuc. Policja wykluczyła samobójstwo lub morderstwo.